# Markee
Markee ist ein Ortsteil der Stadt Nauen im brandenburgischen Landkreis Havelland.

## Lage
Zum Ortsteil gehören die Wohnplätze Markau, Neugarten, Neuhof und Röthehof. Markee liegt im südlichen Teil von Nauen, etwa 1,5 Kilometer südlich der Kernstadt an der Landesstraße 86, die weiter Richtung Ketzin führt. Östlich liegen Wernitz, Ortsteil von Wustermark sowie Bredow, Ortsteil von Brieselang. Südlich liegen die Ketziner Ortsteile Etzin und Tremmen sowie westlich die Nauener Ortsteile Schwanebeck und Groß Behnitz.

## Geschichte

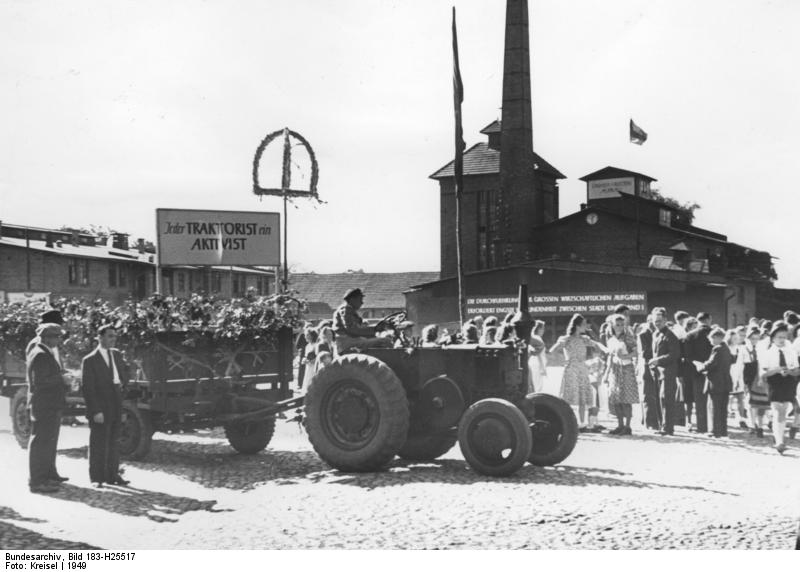
Erntefest auf dem Volksgut Markee (1949)

Markee wurde erstmals 1197 erwähnt. Am 26. Januar 1244 wurde in einer in Markee ausgestellten Urkunde erstmals die Stadt Berlin erwähnt. Darin verzichtet das markgräfliche Bruderpaar Johann I. und Otto III. auf das Recht, den Nachlass verstorbener Geistlicher an sich zu nehmen, zugunsten der Geistlichkeit am Domstift Brandenburg.
Das Rittergut Markee befand sich lange Zeit im Besitz der Familie Bredow. An diese Zeit erinnert beispielsweise noch eine auf dem Friedhof der Dorfkirche Markee erhaltene Gruft des 1866 verstorbenen Rittergutsbesitzers Heinrich Friedrich von Bredow.
Sowohl der Bau der Bahnstrecke Berlin–Hamburg von 1844 bis 1846 als auch der Bahnstrecke Berlin–Lehrte in den 1860er und 1870er Jahren tangierte das Gebiet des Ritterguts Markee. In beiden Fällen wurden Enteignungsverfahren eingeleitet. Der heutige Wohnplatz Röthehof war ursprünglich Haltepunkt der Westhavelländischen Kreisbahnen. Markee selbst war seit 1893 Haltepunkt einer Strecke der Osthavelländischen Kreisbahnen, die von Nauen nach Ketzin führte. Auf beiden Strecken wurde der Personenverkehr 1966 eingestellt.
Ab 1913 begann der Landwirt und Gutsbesitzer Arthur Schurig (1869–1932) in Röthehof ein landwirtschaftliches Feldexperiment zur Verwertung von Hausmüll zum Zwecke der Melioration bzw. Düngung von nährstoffarmen Flächen. Dazu ließ er Hausmüll aus dem damals noch eigenständigen Charlottenburg nach Röthehof bringen. Dort befand sich eine Halde, auf der Müll gelagert und über mehrere Jahre hinweg kompostiert wurde, um anschließend auf den Feldern untergepflügt zu werden. Schurig konnte beweisen, dass diese Anreicherung nicht bei allen Nutzpflanzen zu nennenswerten positiven Effekten auf das Wachstum führt. 1917 wurde er Pächter der Güter Markee, Markau sowie Schwanebeck und dehnte seinen Besitz somit auf rund 3.500 ha (entspricht 35 km²) aus. Später wurde er auch als Betreiber der Hanffabrik Bergerdamm bekannt. Markee blieb jedoch über Jahre die Hauptstätte seines Wirkens.
Am 1. Juli 1950 wurde Markau nach Markee eingemeindet. Am 26. Oktober 2003 wurde wiederum Markee nach Nauen eingemeindet.

## Bevölkerungsentwicklung
| Jahr | Einwohner |
| ---- | --------- |
| 1875 | 438       |
| 1890 | 334       |
| 1910 | 369       |
| 1925 | 746       |

| Jahr | Einwohner |
| ---- | --------- |
| 1933 | 575       |
| 1939 | 589       |
| 1946 | 630       |
| 1964 | 930       |

| Jahr | Einwohner |
| ---- | --------- |
| 1971 | 992       |
| 1981 | 928       |
| 1991 | 978       |
| 2001 | 912       |

| Jahr | Einwohner |
| ---- | --------- |
| 2020 | 862       |
| 2022 | 855       |

Gebietsstand des jeweiligen Jahres

## Infrastruktur
Durch Markee führt die Landesstraße 86, die östlich in die Bundesstraße 5 mündet. Durch den Ortsteil verkehrt die Linie 658 der Havelbus Verkehrsgesellschaft, die Nauen mit Ketzin verbindet, mit zwei Haltestellen in Markee sowie einer Haltestelle am Wohnplatz Markau und zwei Haltestellen am Wohnplatz Neugarten. Die nächstgelegenen Bahnhöfe sind Nauen (ca. sechs Kilometer entfernt) sowie der Bahnhof Wustermark (ca. sieben Kilometer entfernt).
In der Straße der Naubauten befindet sich die Havellandschule Markee, eine Schule mit einem sonderpädagogischen Schwerpunkt auf geistiger Entwicklung.

## Sehenswürdigkeiten

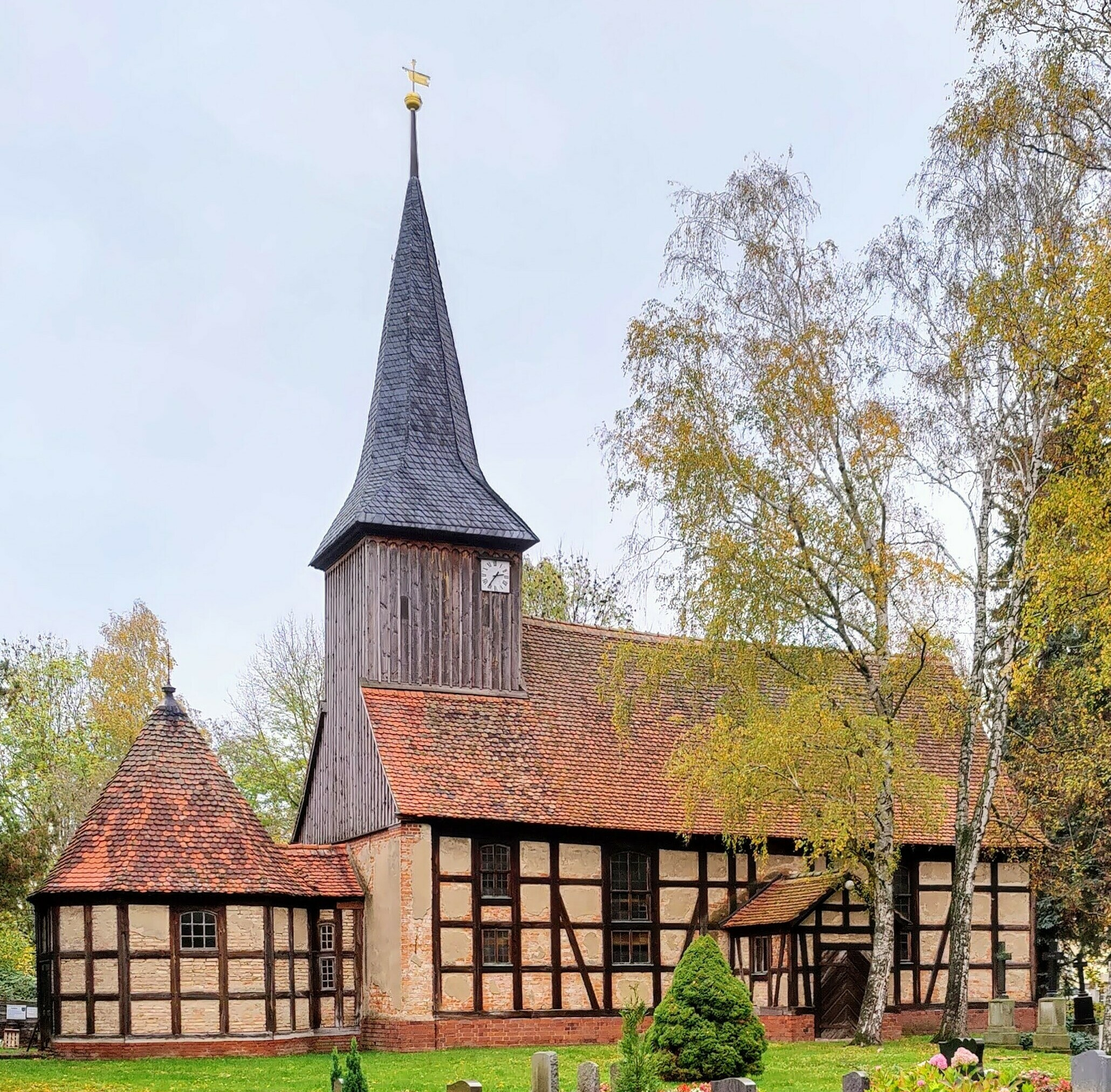
Dorfkirche Markee

- Dorfkirche Markee, Fachwerkkirche von 1697, Baudenkmal
- Dorfkirche Markau, barocke Saalkirche, Anfang 18. Jahrhundert, Baudenkmal